# فریدریش سوترمایستر
فریدریش سوترمایستر (به فرانسوی: Friedrich Sutermeister) نویسنده سوئیسی در ۲۹ ژانویه ۱۸۷۳ در ارو، سوئیس به دنیا آمد و در ۱۶ ژوئیه ۱۹۳۴ در گذشت.
او یک کشیش مسیحی بود.
او پدر هانس مارتین سوترمایستر و هاینریش سوترمایستر بود.